# René Combes
Pour les articles homonymes, voir Combes.
René Christian Combes, né le 24 juin 1937 à Toulouse, est un athlète français, spécialiste du marathon.

## Palmarès
- 5 sélections en Équipe de France A
- Il participe au marathon des Jeux olympiques d'été de 1968 à Mexico, sans toutefois terminer la course[1].

Championnats de France Élite :
- - 1er et champion de France de marathon en 1968 à Fontainebleau en 2 h 23 min 56 s.
- - 1er et champion de France de marathon en 1970 à Fontainebleau en 2 h 24 min 14 s.